# Dritte Rhonekorrektion
Die Dritte Rhonekorrektion ist ein wasserbauliches Infrastrukturprojekt in den Kantonen Wallis und Waadt in der Schweiz.
Die beiden Kantone und die Schweizerische Eidgenossenschaft nahmen im Jahr 1987 die Vorarbeiten für das Projekt auf. Im Jahr 2009 begannen bei Visp die ersten dringlichen Teilarbeiten des Korrektionsprogramms an der Rhone, dessen Finanzierung durch Kantone und Bund in den Jahren 2015 und 2019 gesichert wurde.

## Geschichte
Der Gebirgsfluss Rhone mit einem weitverzweigten Einzugsgebiet in den Hochalpen hat in historischer Zeit bei vielen Hochwasserereignissen auf den Talböden immer wieder verheerende Überschwemmungen verursacht und den Flusslauf im weiten Auengebiet geändert. Bis im 19. Jahrhundert bestand die Naturlandschaft in der Rhoneebene des Wallis und im schweizerischen Teil des Chablais vorwiegend aus Sumpfgebieten und Auen. Bei den seit dem 15. Jahrhundert dokumentierten Schutzmassnahmen suchte man das Flussbett mit einfachen Dämmen zu sichern.

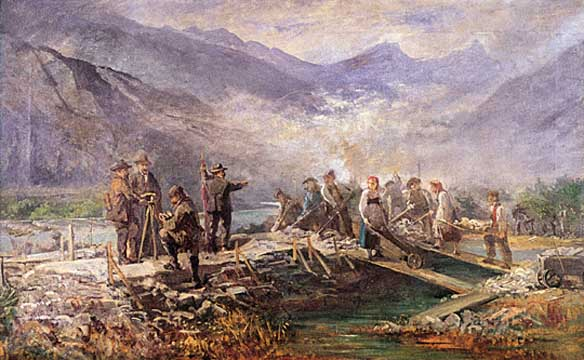
Arbeiten der Ersten Rhonekorrektion (Raphael Ritz)

Seit 1830 liess der Kanton Wallis durch den Ingenieur Ignaz Venetz die Ufer des Flusslauf in der Ebene bei Riddes und Martigny stabilisieren. 1833 erliess der Kanton Wallis ein Gesetz über den Flussbau. Um 1860 untersuchte der deutsche Ingenieur Karl Culmann, Professor an der Eidgenössischen Technischen Hochschule in Zürich, im Auftrag des Bundesrats den Zustand der Alpenflüsse. Schwere Hochwasser ereigneten sich im Wallis in den Jahren 1855, 1857 und 1860. Im Jahr 1860 ersuchte das von Guillaume Henri Dufour geleitete Schweizer Komitee für die Hochwassergeschädigten den Bundesrat, eine Korrektion der Rhone zu planen, worauf der Bund von den Experten Leopold Blotnitzki und Friedrich Wilhelm Hartmann, der 1862 bis 1874 die Rheinkorrektion leitete, einen diesbezüglichen Bericht erarbeiten liess.
Bei der Ersten Rhonekorrektion, die 1863 begann und bis 1894 dauerte, wurde die Rhone auf langen Abschnitten von der Region Brig bis zu ihrem Delta am Genfersee kanalisiert und begradigt. Das Flussbett lag jetzt mit Ausnahme weniger von der Topographie vorgegebener Passagen wie etwa im Goms, im Pfynwald und beim Engnis von Saint-Maurice zwischen zwei parallelen Seitendämmen. In der Folge entstanden auf dem geschützten offenen Land neben dem neuen Rhonekanal, das mit grossen Entwässerungskanälen trockengelegt wurde, umfangreiche Landwirtschaftszonen und im 20. Jahrhundert ausgedehnte Wohn- und Gewerbesiedlungen. In Reliktgebieten sind Naturoasen erhalten geblieben und seit dem 20. Jahrhundert teilweise als Naturschutzgebiete ausgewiesen wie die Areale Poutafontana bei Siders und Les Grangettes am Genfersee.

Überschwemmung bei Saillon im Jahr 2000

Auch nach der ersten grossen Korrektion der Rhone ereigneten sich im Wallis bei schweren Hochwassern regionale Überschwemmungen, besonders in den Jahren 1935, 1987, 1993 und 2000.
Die Zweite Rhonekorrektion von 1930 bis 1960 bestand darin, in einigen Abschnitten die Hochwasserschutzdämme zu verstärken und zu erhöhen und das Flussbett wieder zu vertiefen und etwas zu erweitern.

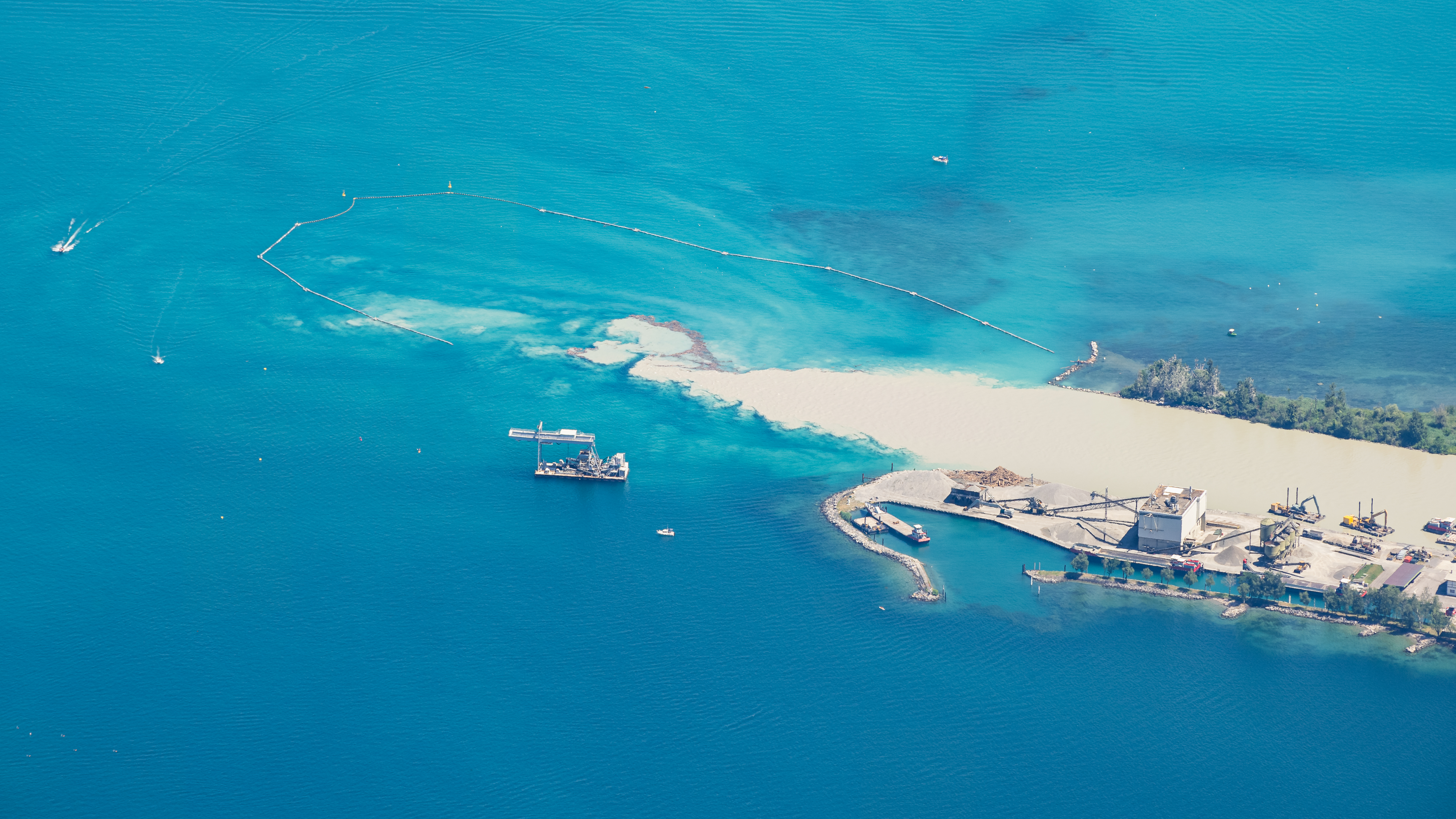
Mündung des Rhonekanals in den Genfersee

Diese Baumassnahmen genügten nach neueren Risikoabwägungen nicht für den Fall eines künftigen Jahrhunderthochwassers, das die Siedlungen, landwirtschaftlichen Kulturen und Infrastrukturen in der Rhoneebene stark gefährden könnte.
Seit dem Hochwasser von 1987 untersuchte die ETH Zürich die von der Rhone ausgehenden Naturgefahren im Wallis. Es zeigte sich, dass nur mit einem neuen Wasserbauprojekt den möglichen Risiken begegnet werden kann. Der Bund und die beiden Kantone liessen in Vorstudien die Hochwasserrisiken, die Raumplanung im schweizerischen Rhonetal und die technischen Möglichkeiten im Flussbau darstellen. 1992 lag das «1. Generelle Projekt für den Ausbau der Rhone» vor. Nach dem Hochwasser von 1993 wurde bis 1999 ein neues «Generelles Projekt» für die Flusskorrektion zwischen Sitten und Martigny ausgearbeitet. Nach der Überschwemmung im Jahr 2000 beschloss der Grosse Rat des Kantons Wallis, das Bauprogramm auf den Flusslauf bis zum Genfersee auszudehnen, wodurch auch der Kanton Waadt betroffen war. 2008 wurde das Generelle Projekt der Dritten Rhonekorrektion veröffentlicht. In einer Abstimmung bewilligte das Walliser Stimmvolk im Juni 2015 den Finanzierungsfonds für das Programm. Am 2. März 2016 genehmigten die Regierungen der Kantone Wallis und Waadt das «Generelle Projekt der 3. Rhonekorrektion» (GP-R3). Im Jahr 2018 wurden die Gestaltungspläne der ersten Bauetappen der Rhonekorrektion veröffentlicht. Das Bauprogramm rechnet mit einem Investitionsumfang von 3,6 Milliarden Franken, wovon der Bund rund zwei Drittel übernimmt. 2017 setzte der Kanton Wallis das «Kantonale Amt Rhonewasserbau» (KAR3) ein. 2018 trat das kantonale Gesetz über die Finanzierung der 3. Rhonekorrektion in Kraft. 2019 bewilligten der Nationalrat und der Ständerat den Bundeskredit in der Höhe von 1,022 Milliarden Franken an die Rhonekorrektion.
Die allgemeinen Pläne für die Dritte Rhonekorrektion bilden die historisch gewachsenen Verhältnisse in der intensiv genutzten Landschaft ab. Sie suchen den Hochwasserschutz, den Flächenbedarf der Landwirtschaft, die bestehende technische Infrastruktur wie etwa die vielen Flussübergänge, die Freizeitkultur und die Anliegen des Naturschutzes zu berücksichtigen. Flächen von rund 800 Hektar werden aus den Landwirtschaftszonen genommen und dienen für den Fall grosser Hochwasser als Retentionsbecken. Stärkere und höhere Seitendämme sollen das umliegende Gebiet sichern. Am Genfersee entsteht im Bereich Le Fort unterhalb der Passerelle des Grangettes wieder ein natürliches Flussdelta, wenn der in den See hinausgebaute rechte Seitendamm des Rhonekanals bei Le Bouveret abgebrochen wird.

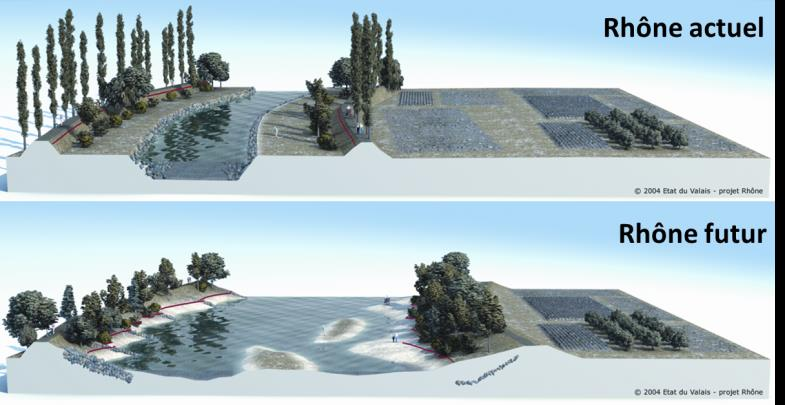
Skizzen des alten und neuen Flussbetts

## Ausführung
Der Flusslauf wird mit der Dritten Rhonekorrektion, die etwa 25 Jahre lang dauert, auf einer Länge von rund 160 Kilometer umgebaut.
Die Bauarbeiten sind in zwei Kategorien aufgeteilt: Einige Massnahmen werden prioritär an Stellen mit einem hohen Hochwasserrisiko ausgeführt, alle andern Arbeiten nach einem allgemeinen Projektplan.

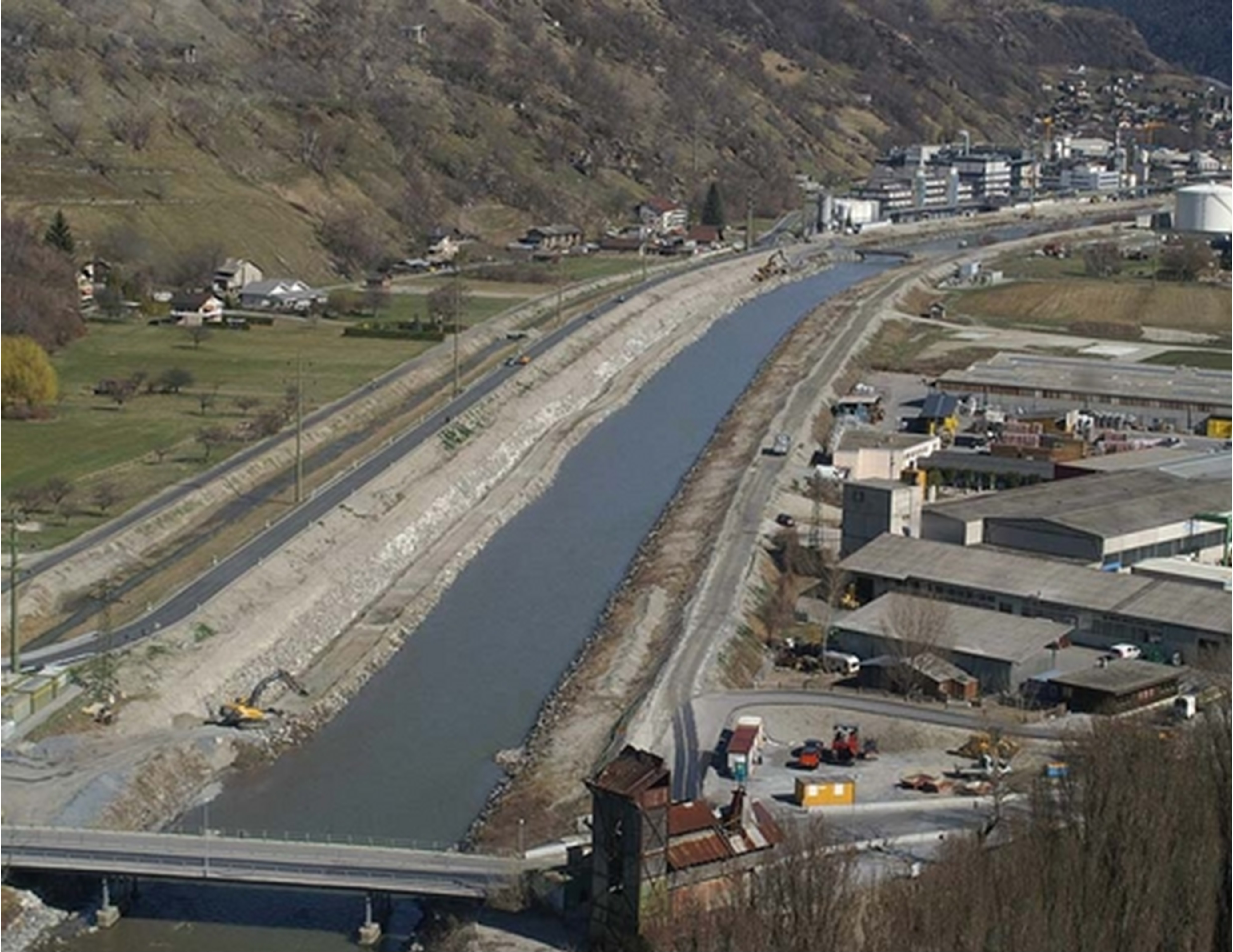
Neues Flussbett mit stärkeren Seitendämmen bei Visp

Erste Bauarbeiten begannen an Abschnitten des Rhonelaufs, wo das Hochwasserrisko als besonders hoch eingeschätzt wird. Bei Mörel und Obergesteln wurde das Flussbett schon um 2010 gesichert. Im Jahr 2016 waren Sicherungsarbeiten an den Seitendämmen bei Le Bouveret, im Chablais und bei Collonges abgeschlossen. Bis 2020 sind weitere Bereiche der Seitendämme bei Siders und Sitten gesichert worden.
Um 2020 sind Arbeiten am Flussbett bei Visp und Aproz im Gange.
Am 21. Mai 2025 hat der Bundesrat einen Verpflichtungskredit der zweiten Etappe von 306 Millionen Franken freigegeben.